# Саборна црква
Саборна црква, саборни храм или катедрални храм, у западном хришћанству чешће катедрала (грч.  [] – катедра = „доња столица”), је посебно звање цркве, које дата црква обично присваја по некој особености. Данас се саборном црквом обично назива престона (главна) црква архијереја или владика (епископа, митрополита, одн. бискупа, надбискупа), где сам архијереј чинодејствује. Стога су саборне цркве непосредно до или у близини владичанског (епархијског) двора.
Саборна црква обично није по изгледу и уређењу обична црква, већ се код саборних цркава наглашава потреба за велелепношћу, величином, висином, јачином утиска. Цркве са функцијом „катедрале“ обично су специфичне за оне хришћанске деноминације са епископском хијерархијом, као што су католичка, православна, англиканска и неке лутеранске цркве. Црквене грађевине које оличавају функције катедрале први пут су се појавиле у Италији, Галији, Шпанији и северној Африци у 4. веку, али катедрале нису постале универзалне унутар западне католичке цркве све до 12. века, до када су развиле архитектонске форме, институционалне структуре и правни идентитети различити од парохијских цркава, монашких цркава и епископских резиденција. Катедрала је важнија у хијерархији од цркве јер из катедрале бискуп управља подручјем под својом административном влашћу.

## Порекло појма
Појам саборна црква везан је за појам саборности или католичности (грч. καθολικη [] = „свеопштост”, „васељенскост”), као једне од четири обележја Цркве, и представља васељенску особеност цркве.
Појам Катедрали храм или Катедрала водио порекло грчке сложенице катедра ( = „доња столица”), од речи ката (= „доле”) + хедра (= „седиште”, „столица”, „престоље”). Изворно се такође везује за саборност или католичност. Реч је изведена од грчке речи за архијерејски престо, који је првобитно означавао улогу архијереја као учитеља.

## Источно хришћанство
Код православних цркава, будући да постоје аутокефалне помесне цркве, може се десити случај да у истог граду постоје две или више саборних цркава, али оне припадају различитих помесним црквама. Ово је обично случај код заједница у дијаспори, али се може десити и у државама са матичним црквама. Пример за ово је Темишвар, где постоје румунска и српска саборна црква.

### Грчка црква
Грчка православна црква разликује појмове за саборне цркве нижег и вишег ранга. У првом случају то су тзв. „саборна светилишта“ (грч. καθεδρικό ναό []) и везана су за престоне цркве епископија и „нижих“ митрополија. У другом случају то су митрополијске цркве, које се на престоне цркве веома важних митрополија (грч. μητρόπολη []).

### Словенске православне цркве
У словенским православним црквама користи се углавном појам сабор (рус. собор). У Руској православној цркви звање сабора поседује престона црква епископа, како садашња тако и бивше. Сабором се овде могу називати и главне манастирске цркве (католикони), без обзира да ли су оне истовремено и седиште епископа или не.

## Западно хришћанство

### Римокатоличка црква
У римокатоличанству користи се назив катедрала (лат. cathedra) и то је престона црква бискупа или надбискупа. Поред тога јавља се низ сродних црквених грађевина:
- Протокатедрала је бивша катедрала, сада парохијска црква,
- Прокатедрала је парохијска црква која је привремено у звању катедрале,
- Конкатедрала је црква која није једина у звању катедрале у оквиру једне епархије (бискупије или надбискупије),
- Митрополијска катедрала је црква викарног епископа,
- Првокатедрала је катедрала која има митрополијске катедрале под собом,
- Патријаршијска катедрала је катедрала највишег ранга, којој су подређене претходно наведене врсте катедрала.

Међу словенским католичким народима преовлађује назив катедрала, осим у случају Словенаца, где се негује назив столница, столна црква.

### Протестантске цркве
У већини протестантских цркава појам катедрале је очуван у свакодневном говору, али се често срећу и други појмови: опатија, минстер, дом.
У англосаксонским земљама за такве „цркве“ често се користи реч опатија (енгл. abbey). Пример је Вестминстерска опатија.
У земљама германског говорног подручја, без обзира да ли је у питању римокатоличанство или протестантизам, неке од најважнијих катедрала називају се минстери (енг. Minster, нем. Münster). Овај назив води порекло од речи манастир, будући да су дате цркве првобитно биле у оквиру манастира. Пример су минстери у Јорку или Келну.
У скандинавским земљама се користи назив Дом (на пример: на данском језику је Domkirke).

## Саборне цркве Српске православне цркве
Према устројству Српске православне цркве свака митрополија и епархија поседују једну саборну цркву. Она је обично при седишту архијереја, у близини или до владичанског двора. Постоје и изузеци. Седиште епископа будимљанско-никшићког је у манастиру Ђурђеви Ступови код Берана, а саборна црква епархије је у Никшићу. Слично је и у случају Митрополије црногорско-приморске, чији је саборни храм у Подгорици, а седиште митрополита на Цетињу.
У српству су неке саборне цркве наменски грађене за ту улогу (пример: Саборна црква у Београду) или се управо граде (Саборна црква у Ваљеву). Друге су добиле дато звање у складу са развојем цркве и оснивањем или променом места епархија. Пример је Саборна црква у Босанском Петровцу, која је грађена као парохијска црква.
Приликом арондације, тј. промене епархија и митрополија и граница између њих, обично се тежило да саборне цркве очувају своју намену. Пример је стварање Епархије банатске 1930. године, као наследнице Епархије Вршачке. Како је у Вршцу постојала Саборна црква и владичански двор то је новоименована епархија преузела Вршац за седиште, иако је Вршац био мањи од Зрењанина и Кикинде. Истовремено је простор Баната, према новој граници између Краљевине СХС и Румуније, подељен по датој линији између две епархије, Банатске у српском и Темишварске епархије у румунском делу Баната, обе у оквиру СПЦ.

### Списак саборних цркава СПЦ
Српска православна црква има следеће саборне цркве:

### Галерија
Саборне цркве СПЦ
- Саборна црква у Загребу
- Саборна црква у Бањој Луци
- Саборна црква у Сремским Карловцима
- Саборна црква у Новом Саду
- Саборна црква у Ваљеву
- Саборна црква у Нишу
- Српска саборна црква у Темишвару
- Саборна црква у Краљеву
- Саборна црква у Даљу
- Саборна црква у Шапцу
- Саборна црква у Лесковцу
- Саборна црква у Канади